# Rafsandżan
Rafsandżan (perski: رفسنجان) – miasto w środkowym Iranie, w ostanie Kerman. W 2006 roku miasto liczyło 136 388 mieszkańców w 33 489 rodzinach. Znajdują się w nim 3 uniwersytety. Okolice są głównym centrum irańskich upraw orzeszków pistacjowych.